# フェイス・バスター
フェイス・バスター（Face Buster）は、プロレス技の一種または同系統の技の総称である。日本名は顔面砕き（がんめんくだき）。

## 概要
ブルドッギング・ヘッドロック及びワンハンド・ブルドッグ（フェイス・クラッシャー）と同様に相手を顔面から叩きつける技であるが、フェイス・バスターはパイルドライバーの要領で持ち上げて前のめりに倒れ込み、うつ伏せの状態で相手を叩きつける。膝などに相手の顔面を押し当てながらジャンプや踏みつけ、倒れこむ衝撃で相手の顔面にダメージを与える技もフェイス・バスターに分類される。

## 派生技

### ダブルアーム・フェイス・バスター
トリプルHが「ペディグリー」の名称で使用したことで知られている。ダブルアーム・スープレックスの状態から決めるフェイス・バスター。ダブルアーム・スープレックスをかける体勢から、その場でジャンプして股に挟んだ相手の顔面を叩きつける。日本人レスラーでの使い手ではディック東郷がいる。
派生技としては、神田裕之が半回転して捻るダブルアーム・フェイス・バスターを「琉's」、SUWAがジャンプせずに相手を持ち上げて叩きつける技を「FFF（トリプルエフ、Full Flat Face）」の名称で使用。山川竜司と葛西純は開脚ジャンプして尻餅で着地するタイプを「リバース・タイガー・ドライバー」、クリストファー・ダニエルズは旋回しながらの開脚式を「エンジェル・ウィングス」、エル・デスペラードが「ピンチェ・ロコ」の名称で使用。

### ブレーンバスター式フェイス・バスター
主に「ゴード・バスター」の名称で使用されることもある。相手をブレーンバスターの体勢から後方ではなく前方に倒れこみ、うつ伏せの状態で叩きつける。開脚式で落とす形もある。
主な使用者はアーン・アンダーソン、アニマル浜口、ヒロ斎藤、中邑真輔、ジェフ・ハーディ、初代タイガーマスクなど。リッキー・マルビンは「プリドゥーラク」、R−トゥルースは「トゥルースコンビクション」の名称で使用。マルビンは、相手を叩き付けるときに開脚ジャンプして尻餅で着地して決める変形技も使用した。シルヴァン・グラニエは、自身は後方に倒れ込みつつDDTの要領で相手の全身を叩きつける技を「3セコンド・オブ・フェイマ」として使用。

### パイルドライバー式フェイス・バスター
相手をパイルドライバーの体勢から尻餅をついて脳天から落とさずに前方に倒れ込み、前面から叩きつける。
主な使用者はマリオ・ミラノ、ダイヤモンド・ダラス・ペイジ、ターザン後藤。
セザーロことクラウディオ・カスタニョーリはゴッチ式パイルドライバーの体制から前方に倒れ込んで相手を前面から叩きつける技を「ニュートラライザー」の名称で使用。旧名リコラ・ボム。
ツームストーン・パイルドライバーの体勢から勢いを付けて相手を跳ね上げ、そのままうつ伏せの状態で顔面を叩き付ける技をGammaが「フラッシュバック」の名称で使用。

### ダブルチキンウィング式フェイス・バスター
タイガー・スープレックスの体勢で両腕を捕らえた相手を宙に浮かせて一旦その場で静止しながら両腕のクラッチを切って相手の腿辺りを抱え直して、うつ伏せの状態となった相手を自らの両足の間に叩きつける。
ポール・ロンドンは「ワッフル・フェイス」、田口隆祐は「どどん」、塚本拓海は「ずどん」の名称で使用。その他に田口は雪崩式で放つ「スーパーどどん」、人工衛星ヘッドシザーズの要領で飛びつき、空中でダブルチキンウィングに固めて背後に着地しながら放つ「くるくるどどん」やアルゼンチン・バックブリーカーの要領で担ぎ上げ相手の足を軸にして前方に投げ飛ばして「どどん」の体勢で顔面を叩きつける「どどん・ジ・エンド」を得意技としている。
変形として自身が直立のまま投げっ放すように叩き付ける形でベス・フェニックスが「グラムスラム」の名称で使用している。

### カナディアン・バックブリーカー式フェイス・バスター
カナディアン・バックブリーカーの体勢から相手を腹ばいになる様に前面から叩きつける。
吉江豊は自らも相手を押しつぶす様に前方に倒れこむものを「カナディアン・ハンマー」、ロン・シモンズとボビー・ラシュリーは投げっ放し式のものを「ドミネーター」の名称で使用。
田中将斗は叩きつける際に尻餅をつくように倒れて右サイドに叩きつける技を「コンプリート・ダスト」、横須賀ススムは同型の体勢から左サイドに叩きつける技を「友情」、同型の体勢から自らの両足の間に叩きつける技を高橋裕二郎は「東京ピンプス」、志田光は「荒鷲ドライバー」の名称で使用。
横須賀ススムは担いだ状態から相手をうつ伏せに回転させつつマットに叩き付ける技を「横須賀カッター」として、同型の技をチャック・パランボが「フルスロットル」として使用していた。ダイヤモンド・カッターの項を参照。
タイラー・レックスは相手を担いだまま自らが180度回転すると同時に相手を仰向け状態からうつ伏せにしつつDDTに近い形で落とす技を「キル・ジョイ」として使用。ちなみに一つ前のフィニッシャーとしてアルゼンチンバックブリーカーの体勢から相手を跳ね上げるようにしてサイドからフェイスバスターで叩き付ける技を「バーニング・ハンマー」として同選手が使用していた。
Gammaはハイジャック・バックブリーカーの体勢から相手を前方に縦回転させつつ開脚して叩き付ける技を「ブリッツェン」の名称で使用。

### 肩車式フェイス・バスター
相手を肩車して、その状態から前方へと叩きつける。
エッジは開脚して着地しながら叩きつけるものを使用。SUWAは、その際に相手の両足の爪先を持ち正座の様な状態にさせて落とす技を「ジェット・プール」、高木三四郎は自らも前方へ倒れこむ「ファイナル・アンサー」の名称でそれぞれ使用。両膝をついて倒れ込む型は「大吟醸」の名称で矢野通が使用。

### フェイス・バスター・ニー・スマッシュ
トリプルHが使用している定番ムーブ。ロープリバウンド時にショルダースルーなどの技を仕掛けようとする相手に対し相手の頭を掴み自分の膝を押し当て、ジャンプして着地した衝撃でダメージを与える。この技からペディグリーへ繋ぐのがトリプルHの必勝パターン。
変形技として、ファイヤーマンズキャリーの体勢から首元をカッターの要領で掴んだまま後方に180度回転させ、着地と同時に自らは片膝をたて、そこに相手の顔面を叩き付ける技をタイ・デリンジャー（ショーン・スピアーズ）が「パーエフェクト10」として、オースティン・セオリーが「ATL」の名称で使用している。

### フラップ・ジャック
走りこんできた相手を片方の肩に担ぎ、そのまま後方に倒れこんで叩きつける。ファイヤーマンズキャリーの体勢から仕掛けることもある。
主な使用者はエッジ、クリスチャン、オカダ・カズチカ、ルーク・ギャローズ（フェスタス当時）。

### コンプリート・ショット
フラット・ライナーとも呼ばれている。クリス・キャニオンのオリジナル技。相手と向かい合った状態で河津掛けの体勢で組み合い、後方に倒れ込むことによって相手の顔面を打ちつける。
日本では外道が「コンプリート・ショット」、海外ではスコット・スタイナーが相手の顔面を両腕でクラッチして叩きつける形で「スタイナー・フラットライナー」（WWE時代は「ノヴァケイン」とも）として、エッジが「ダウンワードスパイラル」、ミスター・アンダーソンが「マイク・チェック」の名称で使用。またドリュー・マッキンタイアがWWEデビュー当時「スコットドロップ」として使用していた。スターダスト（コーディ・ローデス）は片足を引っ掛けて遠心力を使い叩き付ける形を「ダークマター」の名称で使用。
シェルトン・ベンジャミンは飛び付いて高速で決めるフラット・ライナーを「ペイ・ダート」、同型の技をR-トゥルースが「ワッツアップ」、MVPが「プレイ・オブ・ザ・デイ」（旧名：305）として一時期使用。またロープにもたれている相手に対してセカンドロープに飛び乗りながら相手に組み付き、その反動を利用して叩き付ける技を「オブリビオン」としてリヴ・モーガンが使用している。
アレックス・シェリーが組み合った状態から相手を一旦後方に仰け反らせてから顔面をマットに叩きつけるものを「シェル・ショック」の名称で使用。同型の技を「シスター・アビゲイル」としてブレイ・ワイアットが、「ノックスアウト」としてマイク・ノックスが、「ブレードランナー」としてジェイ・ホワイトが使用。河津落としの項も参照。
一度組み付いた相手を持ち上げて行う急角度フラットライナーをリコシェが「キングスランディング」として、カリートが「クールショット」として一時期使用。
他の主な使用者はカズ・ハヤシ。ハッピー・コービンは前方から走ってきた相手に対して放つ変型のコンプリート・ショットを「エンド・オブ・デイズ」として使用。

### ストローク
河津落としの体勢から後方に倒れず前方に倒れこむことによって相手の顔面を叩きつける。
ディアンジェロ・ディネロはイライジャ・バークとしてWWEに所属していた時期に「イライジャ・エクスペリエンス」の名称で使用。他の主な使用者はジェフ・ジャレット。

### ブレイク・ダウン
相手をフルネルソンの状態に捕らえて河津落としの体勢から前方に倒れこんで相手を叩きつける。
ザ・ミズは「スカル・クラッシング・フィナーレ」、滝川あずさは「ブロードキャスター」（アズサ・クリスティ時代は「クリスティ・アガペ」）の名称で使用。他の主な使用者はランディ・ローズ、クリス・ジェリコ。
まなせゆうなの鈴木ダイナミックはフルネルソンの状態から相手を振り上げダブルチキンウィング式フェイス・バスターの形で落とす。

### C.T.B
技名は「クラッシュ・サンダー・バスター」の略称。獣神サンダー・ライガーのオリジナル技。アトミック・ドロップの体勢で抱え上げて、そのまま開脚した前方に相手を叩きつける。
AJスタイルズは「スタイルズ・バスター」の名称で使用。ジェイク・リーは「オーバーキル」の名称で、チョークスラムのように立ったまま相手を叩きつける。

### Xファクター
Xパックのオリジナル技。前方から両手で相手の頭を掴み、自らはジャンプして開脚で着地して、その流れで相手を叩きつける。
軽量級選手がパワーボムに対するカウンターとして用いることもある。ロープワークから旋回式で仕掛けるパターンやスワンダイブ式などのバリエーションも存在。

### スタイルズ・クラッシュ
パイルドライバーの体勢から相手の左肩と右肩に脚をかけてロックして、そのまま前方に倒れこんで顔面を打ち付ける。そのまま技を解かずに回転エビ固めに丸め込んでフォールを奪うホールド式や、コーナーポスト上からの雪崩式などの応用型もある。考案者はクラッシュ・ホーリーで、「クラッシュ・ランディング」の名称で使用。ほかにAJスタイルズは「スタイルズ・クラッシュ」の名称で得意とし、同名称で棚橋弘至、ケニー・オメガ、葉月、青野未来らも使用。バイソン・スミスは「バイソン・テニエル」の名称で決め技にし、同名称でリッキー・マルビンや小峠篤司も一時使用した。
この技をかけられた側は、通常の受け身とは逆に、顎を出す形で受ける必要がある。小川良成やヨシ・タツは顎を引いて受けてしまったことから頭部を強打。首を負傷し、長期欠場に追い込まれることとなった。WWEではスマックダウン・ライブ#895においてAJスタイルズと対戦したジェームス・エルスワースが同様に受け身を失敗したが、AJのとっさの判断（倒れ込む際に両膝を立てる形で着地）で大きな事故には至らなかった。

### IR II
技名は「イタリアン・レボリューション2」の略称。ミラノコレクションA.T.のオリジナル技。ドリル・ア・ホール・パイルドライバーの状態から、相手の腕を背中でクロスさせた状態で持ち上げ、ジャンプと同時に相手の前面を叩きつける。背中で腕が固定されるため、受け身が取れない技である。
エル・ファンタズモは「CR II（カナディアン・レボリューション2）」の名称で使用。

### 熨斗紙
ゴリー・スペシャルのように、相手と背中合わせになった状態で相手を自分の背中に担ぎ上げ、そのまま後ろに倒れこむ変形のフェイスバスター。倒れ込む際に相手の両腕を離し、両足を掴んで勢いをつける。
主な使用者は岩佐拓、鷹木信悟。チャボ・ゲレロ・ジュニア、ケイ・リー・レイは「ゴリーボム」の名称で使用。

### キル・スイッチ
背後からタイガー・スープレックスの体勢で相手の両腕を捉えた状態から自分の体を右方向へ180度捻り、相手の顔が下を向いた状態に移行させ、そのまま背中から倒れ込む要領で前のめりに倒した相手の顔面を叩きつける。クリスチャンが開発した技であり、「アンプリティア」の名称で使用。現在は名称が「キルスイッチ」に変更。
トミー・ロジャースは自身の名前をカミカゼになぞらえた「トミカゼ（Tomikaze）」、ジュース・ロビンソンは叩き付ける際ジャンプして体重を乗せるようにした変形のアンプリティアを「パルプ・フリクション」、チェルシー・グリーンは「アイム・プリティアー」、朱里は「KGフラッシュ」、鹿島沙希は「my emblem」の名称で、それぞれ使用。他の主な使用者は小峠篤司、天満のどか。

### ローリング・カッター
相手を、背後からドラゴン・スリーパー・ホールドの体勢に取り、ドラゴン・スクリューのように身を投げ出しつつ回転して顔面から叩きつける。スイング・ネックブリーカーとは表裏逆の関係になる。ヒュー・モラスことビル・デモットはノー・ジョーク、コーディ・ローデスはクロス・ローズの名称で使用。
若干形が違うがほぼ同型の技をテストが「テストドライブ」として、リノが「ロール・ザ・ダイス」として使用していた。
相手だけを半回転させて叩き付ける形をルーサー・レインズが「レインズテラー」として使用。

### F5
ブロック・レスナーのオリジナル技。ファイヤーマンズキャリーの体勢で担ぎ上げ、相手の頭を支点にしたまま足を投げ出して旋回させつつ、自らも後方に倒れ込みながら叩きつける。基本は相手を前面から叩きつける技だが、相手にとっては受ける際に膝などへの負担が大きいため、体を横に流して受身を取る選手も多く、フェイス・バスターの形にならないこともある。F5という技名はWWEが商標登録をしているため、レスナーがWWE以外のプロレス団体に参戦した際には「バーディクト」の名称で使用。
レスナー以外にも、ビッグ・ショーやマット・モーガンが一時使用。同型別称として竹村豪氏が「M9」として使用。土井成樹が開脚して落とす形を「DOI555」の名称で使用。ファイヤーマンズキャリーの体勢で一回転してから放り投げる形でAEWのウォードローが「F-10」の名称で使用。

### インプラントDDT
前方から相手の首を脇腹に挟みこみ、その後空中に持ち上げて一気に頭から叩きつける。技としては頭を叩きつけるDDTなのだが、DDTの定義で技を仕掛けると相手によっては頭部や首に重大なダメージを負わしかねないため、顔面から叩きつけるフェイス・バスターになっていることが多い。
ギャングレルは「インペイラー」、エッジは「エッジ・キューション」、ジョニー・エースは「ジョニー・スパイク」、ボビー・ルードは「グロリアスDDT」、黒田哲広は「哲っちゃんバスター」の名称で使用。
持ち上げたあと更に旋回して叩き付ける技をヴィトーが「コード・オブ・サイレンス」の名称で使用。

### ブラディー・クロス
石森太二のオリジナル技。ハーフハッチの要領で持ち上げ、自らのヒザを相手の顔面付近に押しつけながら落下していく飛びつき式変型フェイス・バスター。旧名は「ブラディ・スロー」。

### コード・ブレイカー
向かい合わせとなった相手の首に両手を回してジャンプして両膝を折り畳みながら相手の顔の前に突き出す。その状態のまま背中から着地して相手の顔ないし顎に両膝をめり込ませる。考案者は丸藤正道。しかし、丸藤は繋ぎ技として数度の使用にとどまった。その後、クリス・ジェリコが「コード・ブレイカー」の名称で得意技として、この技の存在が広く知られるようになった。
BUSHIはコーナートップから飛びついて仕掛ける技を「エム・エックス」の名称で使用。リコシェが「リコイル」名称で、中邑真輔は相手に片足を捕らえられた際に、その切り返しとなるカウンタームーブとしても使用。他のバリエーションに猫はるなの前転で相手に近づきつつ仕掛ける「ネコードブレイカー」、ウナギ・サヤカのセカンドコーナーロープに開脚状態で固定した相手に仕掛ける「国士無双十三面待ち」などが存在する。
ゲイル・キムは相手の腕を取って顔面に足の裏をあてがい自らがマットに倒れ込むことでその衝撃を与える技として「イート・ディフィート」の名称で使用。同型の技をエグザビアー・ウッズが「ロスト・イン・ウッズ」として使用していた。また、ミア・イムも同型の技を使用。